# Armata Română

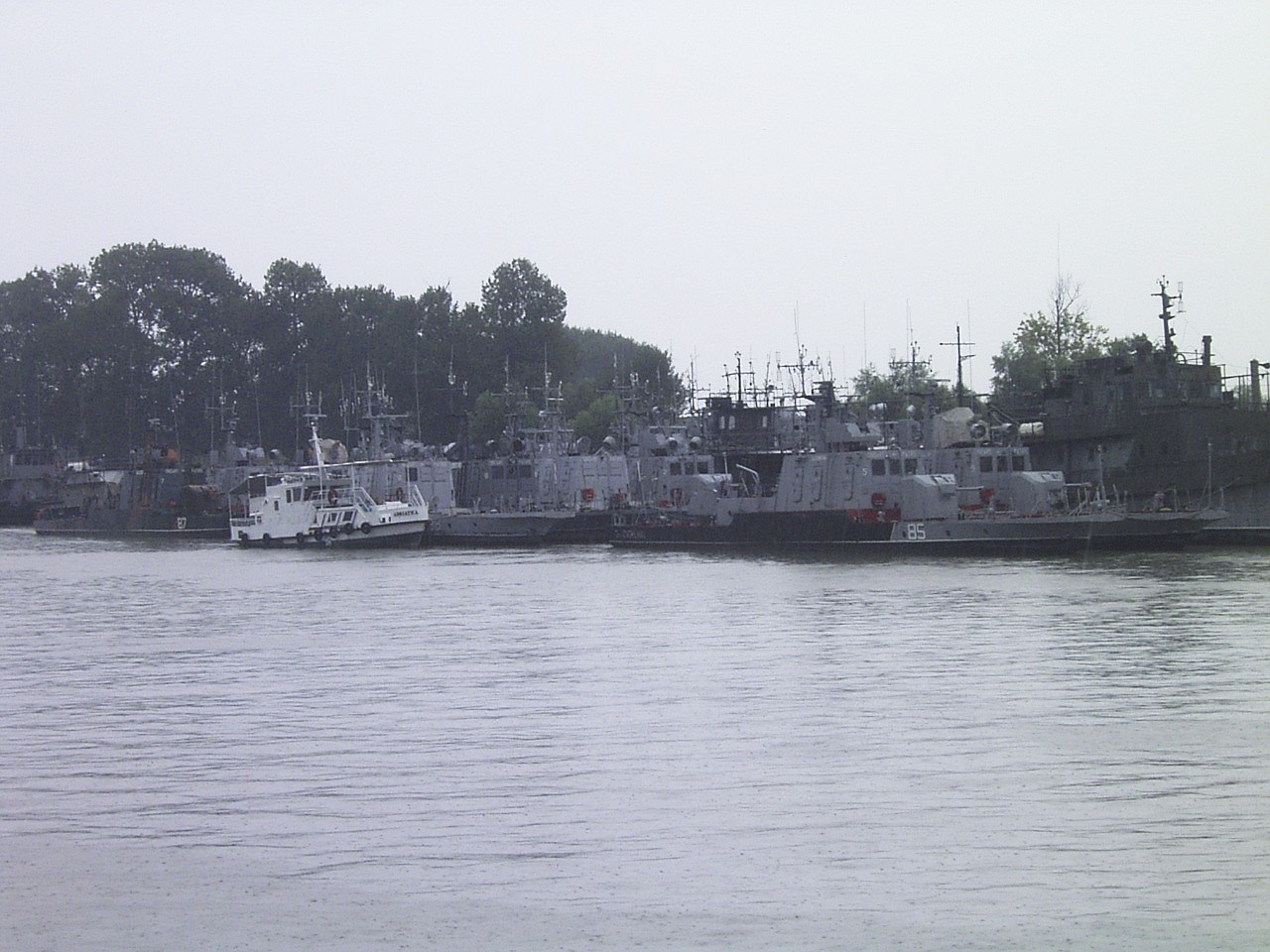
Die rumänische Flussmarine in Tulcea

Die Armata Română (Rumänische Armee) sind die Streitkräfte Rumäniens.
Seit dem 29. März 2004 ist Rumänien Mitglied der NATO. In allen Teilstreitkräften sind insgesamt 67.000 Soldaten im Dienst; eine Wehrpflicht existiert nicht. Verteidigungsminister ist Angel Tîlvăr.

## Geschichte

### Armee des Königreichs Rumänien

#### Anfänge
1859 wurde Alexandru Ioan Cuza (Alexander Johann I.) zum Fürsten der beiden Fürstentümer  Walachei (Țara Românească, wörtl. „rumänisches Land“) und Moldau (Moldova) gewählt und proklamierte am 24. Dezember 1861 den souveränen Staat Rumänien. Die Unabhängigkeit Rumäniens wurde im Russisch-Türkischen Krieg 1877–78 erreicht, als rumänische Einheiten die Russen bei ihrem Sieg über das Osmanische Reich unterstützten.

#### Erster Weltkrieg
Unter Ferdinand von Hohenzollern (Ferdinand I. 1916–1927) trat Rumänien der Entente bei und von 1916 bis 1918 in den Ersten Weltkrieg ein. Der Kriegserklärung vom 27. August 1916 an Österreich-Ungarn waren Geheimverhandlungen mit Russland vorausgegangen. Das Zarenreich akzeptierte darin rumänische Gebietsansprüche auf die Bukowina, Siebenbürgen und das Banat. Im Rahmen seiner Kriegsteilnahme konnte Rumänien im Spätsommer 1916 zunächst den Südosten Siebenbürgens erobern, wurde aber von deutsch-österreichischen Truppen vom Norden und von einem bulgarisch-deutschen Armeekorps vom Süden in die Zange genommen. Binnen weniger Monate waren große Teile Rumäniens (Klein- und Großwalachei) besetzt. Die deutsche Besatzung dauerte von Dezember 1916 bis zur deutschen Kapitulation. In der nordöstlichen Provinz Moldau wurde die rumänische Armee durch französische Hilfe reorganisiert, eine lokale deutsche Offensive in Richtung Moldau wurde im Juli 1917 gestoppt. König Ferdinand versuchte mit dem Friede von Bukarest zu retten, was noch zu retten war.

#### Zwischenkriegszeit
Im Ungarisch-Rumänischen Krieg von 1919 besetzte die rumänische Armee zu Ungarn gehörende, aber mehrheitlich rumänisch besiedelte Gebiete in Siebenbürgen, marschierte im August 1919 in der ungarischen Hauptstadt Budapest ein und erzwang die Auflösung der kurzlebigen ungarischen Räterepublik. Im Friedensvertrag von Versailles 1919 und Friedensvertrag von Trianon 1920 konnte das Königreich Rumänien sein Staatsgebiet mit den Gebieten vergrößern, in denen die Rumänen zwischen 49 % und 90 % der Wohnbevölkerung darstellten. Carol II. regierte bis 1940 und lehnte sich zunächst an die „kleine Entente“ an, ab 1934 jedoch aus wirtschaftlichen Gründen auch an Hitlers Drittes Reich.
Ende Juni 1940 erzwang die Sowjetunion im Gefolge ihrer Annexion der baltischen Staaten auch von Rumänien nach einem Ultimatum durch militärischen Einmarsch die sofortige Abtretung der Nordbukowina sowie Bessarabiens. Durch den Zweiten Wiener Schiedsspruch im August 1940 wurde Rumänien vom nationalsozialistischen Deutschen Reich und dem faschistischen Italien gezwungen, den nördlichen Teil Siebenbürgens wieder an Ungarn und die südliche Dobrudscha an Bulgarien abzutreten. Mit diesem Schiedsspruch und der sowjetischen Besetzung von Bessarabien verlor Rumänien 30 % seines Staatsgebietes und 25 % der Bevölkerung von 1939.
Um den Einmarsch Ungarns und der Sowjetunion und damit den völligen Kollaps des rumänischen Staatswesens zu verhindern, sah sich König Carol II. gezwungen, all diese Gebietsabtretungen zu akzeptieren; an ein Weiterregieren war jedoch nicht mehr zu denken. So berief er Kriegsminister Ion Antonescu am 4. September 1940 zum neuen Ministerpräsidenten, dankte am 6. September 1940 ab und ging wieder ins Exil. Nach der Machtübernahme erklärte Antonescu zusammen mit seinen faschistischen Bündnispartnern aus der Eisernen Garde (auch als „Legion des Erzengels Michael“ bekannt) Rumänien zum Nationallegionären Staat. Rumänien schloss mit Hitler einen Beistandspakt, trat der „Achse“ bei, und eine deutsche Militärmission unter Generalleutnant Erik Hansen durfte in Rumänien einrücken. Stalin protestierte zwar energisch, doch ohne militärisch einzugreifen.

### Zweiter Weltkrieg

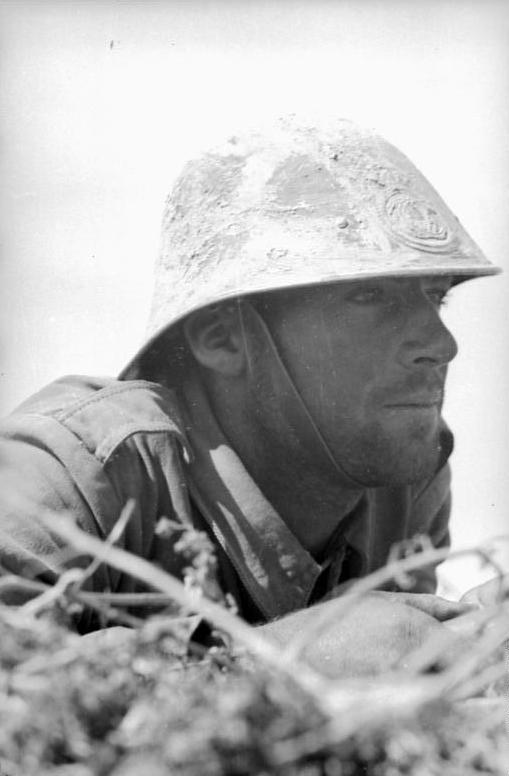
Rumänischer Soldat, Ostfront 1942

An der Seite des Deutschen Reiches beteiligten sich rumänische Truppen ab Sommer 1941 am Krieg gegen die Sowjetunion. Dabei war Rumänien der einzige Verbündete, der im Vorfeld vom Fall Barbarossa informiert worden war. Oft unberücksichtigt bleibt die Tatsache, dass die Rumänische Armee im Zweiten Weltkrieg nicht nur die drittzahlreichsten Streitkräfte der Achsenmächte stellte, sondern nach dem Frontwechsel anlässlich des Staatsstreichs von August 1944 auch die viertzahlreichsten Streitkräfte der Alliierten. Nach der Kapitulation Italiens war es daher die zweitwichtigste Achsenmacht in Europa und erlitt nach dem Frontwechsel von allen alliierten Streitkräften noch die dritthöchsten Verluste.

#### Kavallerie
Bei Ausbruch des Krieges verfügte die rumänische Armee über 26 Kavallerieregimenter, darunter 12 Roșiori-Regimenter, 13 Călărași-Regimenter und ein Garderegiment.
Traditionell waren die Roșiori-Regimenter die regulären Regimenter, während die Călărași-Regimenter für Garnison und Verteidigungsdienste zuständig waren. Diese Aufteilung wurde jedoch nach dem Ersten Weltkrieg aufgeben, so dass Ausbildung und Ausrüstung fast identisch waren. Ebenso war die Kavallerie schon vor dem Ersten Weltkrieg nur noch als berittene Infanterie eingesetzt worden.

Alle Roșiori- und sechs der Călărași-Regimenter wurden zu Brigaden und später zu Divisionen organisiert. Die anderen sieben Călărași-Regimenter wurden auf Infanteriedivisionen und Korps aufgeteilt, um dort eine Aufklärungsrolle einzunehmen. 1942 hatte jede rumänische Infanteriedivision eine Schwadron Kavallerie (bestehend aus drei Zügen) der Divisionsaufklärung zugeteilt und eine weitere Schwadron, die auf die Regimentaufklärungsbataillone aufgeteilt wurde.

Während des Verlaufs des Krieges durchliefen die eigenständigen rumänischen Kavallerieeinheiten große organisatorische Veränderungen. Zuerst wurden einige Einheiten mit Lkw und Motorrädern motorisiert und wurden schließlich wie erwähnt von Brigaden zu Divisionen aufgerüstet. 1942 bestand jede Kavalleriedivision aus drei Kavallerieregimentern, zwei davon beritten und eines motorisiert. Die rumänische Kavallerie stellte eine Art mobile Eliteeinheit dar, die ähnlich den Panzer- und Panzergrenadiertruppen der Wehrmacht im späteren Krieg eingesetzt wurde.

#### Gepanzerte Streitkräfte
Im Zweiten Weltkrieg setzte die rumänische Armee 126 R-2-Panzer ein. Diese waren 1941–1942 dem ersten Panzerregiment der Panzerdivision zugeteilt und erzielten zunächst gute Resultate gegen die desorganisierten sowjetischen Kräfte. Ab 1942 wurden die R-2 der rumänischen 3. Armee zur Verteidigung des Don zugeteilt. Ende 1942 beim Rückzug an den Tschir waren trotz 26 Ersatzpanzern Panzerkampfwagen 35 (t) vom Anfang 1942 nur noch 19 Panzer R-2 verblieben.

### Zeit des Sozialismus

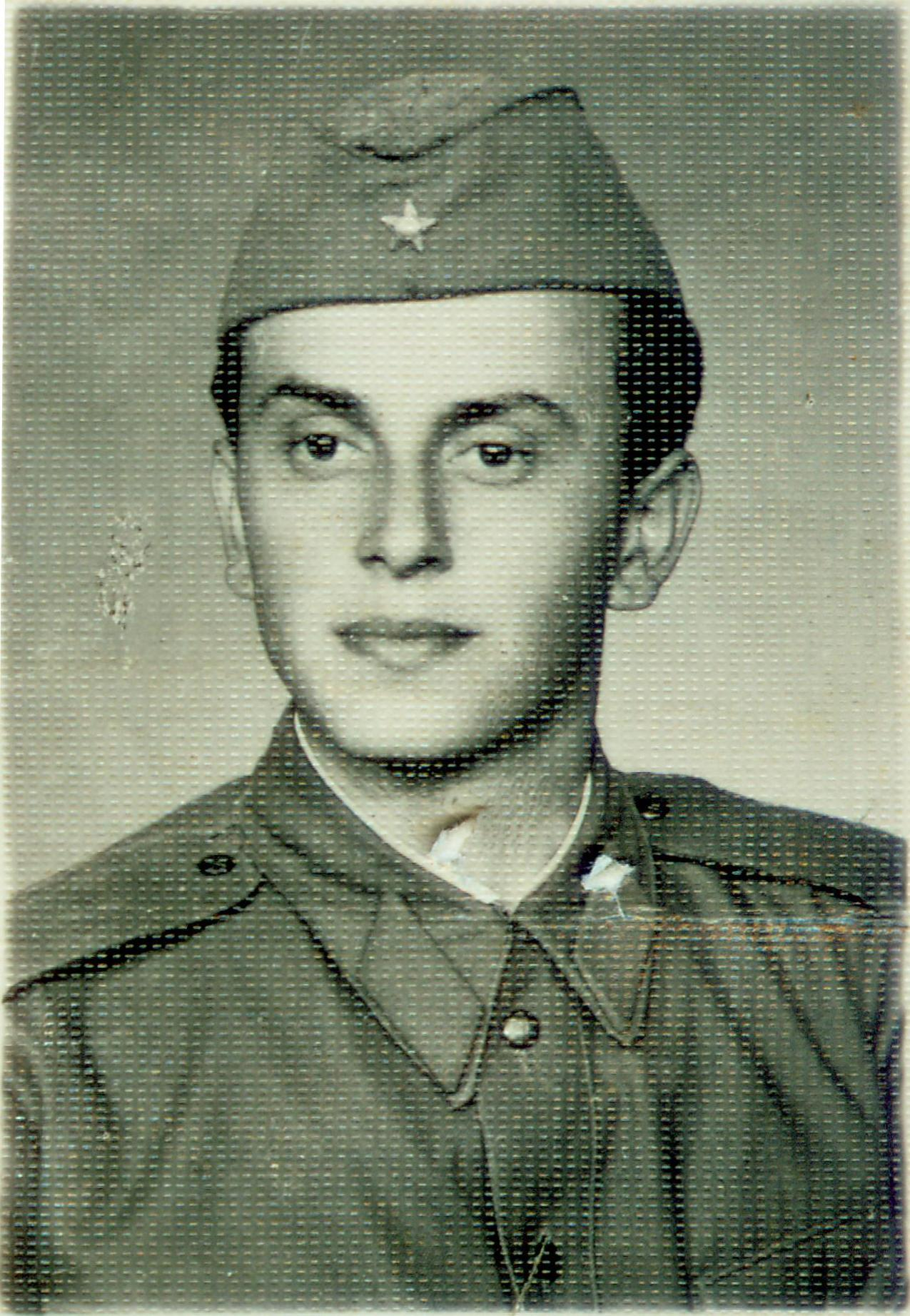
Mann beim Militärdienst in Botoșani (1960)

Anfang 1944 bereitete König Mihai I. gemeinsam mit Iuliu Maniu in Geheimverhandlungen mit den Westmächten und später der Sowjetunion den Abfall vom deutschen Bündnis und den Sturz Antonescus vor. Nachdem die am 20. August 1944 begonnene Sommeroffensive der Roten Armee unter der Bezeichnung Operation Jassy-Kischinew in wenigen Tagen gewaltige Fortschritte machte, kam es nach dem Staatsstreich vom 23. August 1944 zu einem Frontwechsel Rumäniens. Binnen weniger Wochen wurde das Land vollständig von der Roten Armee eingenommen und besetzt und geriet – entgegen den Hoffnungen und früherer Aussagen Stalins – völlig unter sowjetischen Einfluss. Die Rumänische Arbeiterpartei (RAP) übernahm die Macht, ihr Führer war Gheorghe Gheorghiu-Dej. 1955 wurde die Volksrepublik Rumänien Mitglied des Warschauer Vertrags, war aber nur begrenzt in die militärische Struktur eingebunden. Während der Amtszeit von General Emil Bodnăraș als Verteidigungsminister durchlief die Armee eine Zeit der Sowjetisierung, wobei Bodnăraș persönlich mehrere rumänische Kommunisten nach Moskau schickte, um in sowjetischen Militärinstitutionen wie der Frunse-Militärakademie ausgebildet zu werden. Die Rumänische Volksarmee (rumänisch Armata Populară Română)  übernahm Uniformen nach sowjetischem Vorbild. Unter Bodnăraș Einfluss wurde die sowjetische Besatzung unter Nikita Chruschtschow ab 1958 aufgehoben. Von Mai 1955 bis 1991 war Rumänien Mitglied des Warschauer Pakts, der die rumänische Armee mit Waffen und anderer von der Sowjetunion hergestellter Ausrüstung sowie mit Hilfe beim Aufbau einer eigenen Verteidigungsindustrie versorgte. 1965 erfolgte unter dem Regime Nicolae Ceaușescus die Umbenennung in Armee der Sozialistischen Republik Rumänien  (rumänisch Armata Republicii Socialiste România). 1968 beteiligten sie sich nicht an der Zerschlagung des Prager Frühlings. Das Militär war allerdings zu dieser Zeit auch nur mit geringen Mitteln ausgestattet; die Soldaten wurden oft als billige Arbeitskräfte eingesetzt. Im November 1986 führte die Regierung ein Scheinreferendum zur Verkleinerung der Armee und einer Kürzung der Militärausgaben um 5 % durch. Während der Rumänischen Revolution 1989 waren auch Armee-Einheiten mit Panzern an einem Massaker unter der Menschenmenge in Bukarest beteiligt. Die Armee fraternisierte später aber mit den Aufständischen, Ceaușescu und seine Frau Elena wurden verhaftet und am 25. Dezember 1989 vor ein Militärgericht gestellt und standrechtlich erschossen. Kurz vor der Auflösung des Warschauer Pakts betrug die Truppenstärke im Jahr 1990 300.000 Mann.

### Reformierung der rumänischen Armee seit 1994
Rumänien schloss sich 1994 als erstes Land der NATO-„Partnerschaft für den Frieden“ an. 1996 bewarb sich die Regierung aktiv um eine NATO-Mitgliedschaft, war aber nicht bei den ersten Mitgliedsstaaten des Warschauer Pakts, denen 1999 der Beitritt zum Bündnis gewährt wurde. 2001 beteiligte sich Rumänien an der Operation Enduring Freedom (OEF) und der International Security Assistance Force (ISAF) in Afghanistan mit einem 400 Soldaten umfassenden Bataillon und einer ABC-Kompanie von 70 Soldaten in Kandahar. 2002 beteiligte sich Rumänien auch an der United Nations Mission in Ethiopia and Eritrea (UNMEE).
Im Zuge des NATO-Beitritts am 29. März 2004 erfolgte eine komplette Umstrukturierung, so reduzierte man die Personalstärke bis zum 1. September 2003 auf 116.873 Soldaten. In insgesamt sechs Phasen soll die Reform bis zum Jahr 2007 abgeschlossen sein, dann werden laut Planung 75.000 Soldaten und 15.000 Zivilisten in der Armee beschäftigt sein. Sie hat eine größere Flexibilität und Effektivität zum Ziel, um allen Anforderungen bei den laufenden und zukünftigen NATO-Einsätzen gerecht zu werden. Die Armee besteht nach dem offiziellen EU-Beitritt am 1. Januar 2007 fast nur noch aus Berufssoldaten und 15.000 zivilen Mitarbeitern.

### Auslandseinsätze

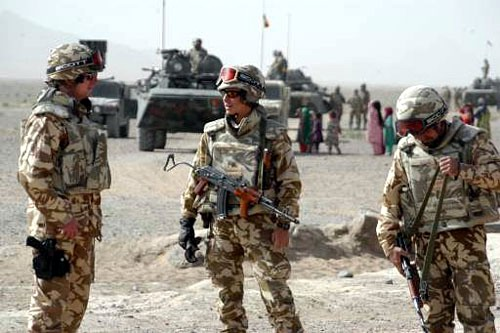
Rumänische Soldaten in Afghanistan (30. September 2003)

Rumänien ist fortgesetzt an den von der NATO geführten Mission SFOR (Bosnien-Herzegowina) und KFOR (Kosovo) beteiligt. Rumänien beteiligte sich zudem in der Koalition der Willigen von 2003 bis 2009 am Krieg im Irak.
Seit 2002 kämpften rumänische Einheiten im Rahmen der NATO-Schutztruppe ISAF in Afghanistan. Außerdem waren rumänische Kräfte Teil der Operation Enduring Freedom in Afghanistan. Rumänische Soldaten, ausgerüstet mit TAB-77 Truppentransportern, beteiligten sich im Herbst 2002 mit Teilen der 82. US-Luftlandedivision an der Task Force (Red Scorpion).
Insgesamt 25 Soldaten fielen bei der Teilnahme an den Kriegen im Irak und Afghanistan. Weitere wurden verletzt.

## Aufgaben
Die rumänischen Streitkräfte haben den Auftrag,
- die territoriale Integrität des Staatsgebietes zu verteidigen und rumänische diplomatische Vertretungen und Staatsbürger im Ausland zu schützen;
- das euroatlantische Bündnisgebiet im Rahmen der NATO zu verteidigen;
- im Rahmen internationaler Organisationen oder bi- oder multilateraler Abkommen einen friedenssichernden oder friedensschaffenden Beitrag zur Lösung internationaler Konflikte zu leisten;
- im Inneren zum Schutz der freiheitlich-demokratischen Grundordnung beizutragen und insbesondere bei Not- oder Katastrophenfällen Hilfe zu leisten.

## Struktur

### Teilstreitkräfte

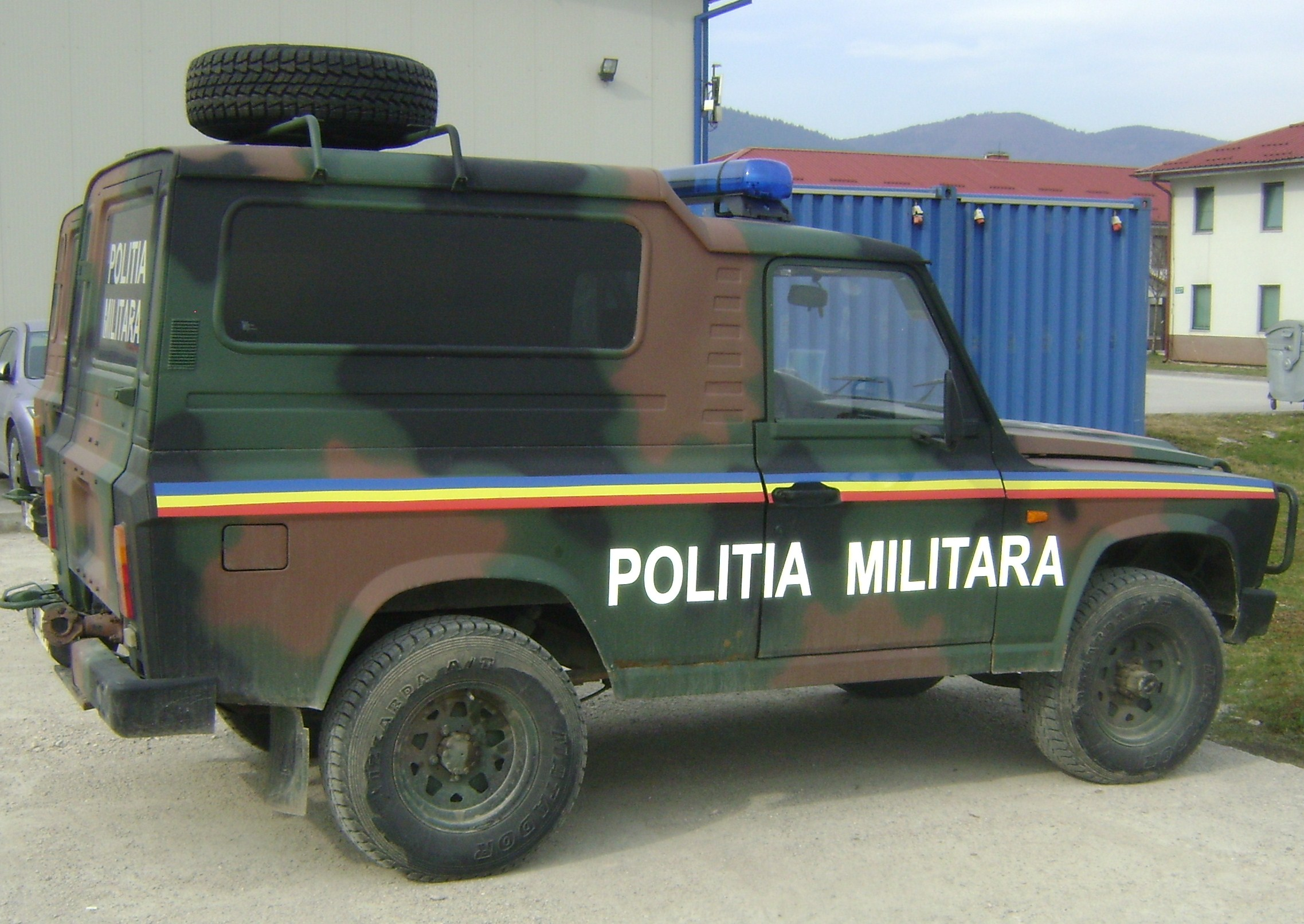
Fahrzeug der rumänischen Militärpolizei (Poliția Militară)

Die rumänischen Streitkräfte (Armata Română) unterstehen dem Verteidigungsministerium in Bukarest und bestehen aus den drei Teilstreitkräften:
- Rumänisches Heer (Forțele Terestre Române)
- Rumänische Marine (Forțele Navale Române)
- Rumänische Luftwaffe (Forțele Aeriene Române)

#### Landstreitkräfte
Die operativen Landstreitkräfte sind die größte der Teilstreitkräfte und bestehen aus acht Kampfbrigaden, vier kampfunterstützenden Brigaden und zwei logistischen Brigaden; insgesamt 50.000 Mann. Diese können auf einen Fuhrpark von Kampfpanzern TR-85, gepanzerten Fahrzeugen und Artilleriegeschützen zurückgreifen. Teile der operativen Landstreitkräfte sind in Missionen eingebunden, die außerhalb des Landes eingesetzt sind oder wo die Möglichkeit besteht, dass sie dort eingesetzt werden können.

#### Luftstreitkräfte

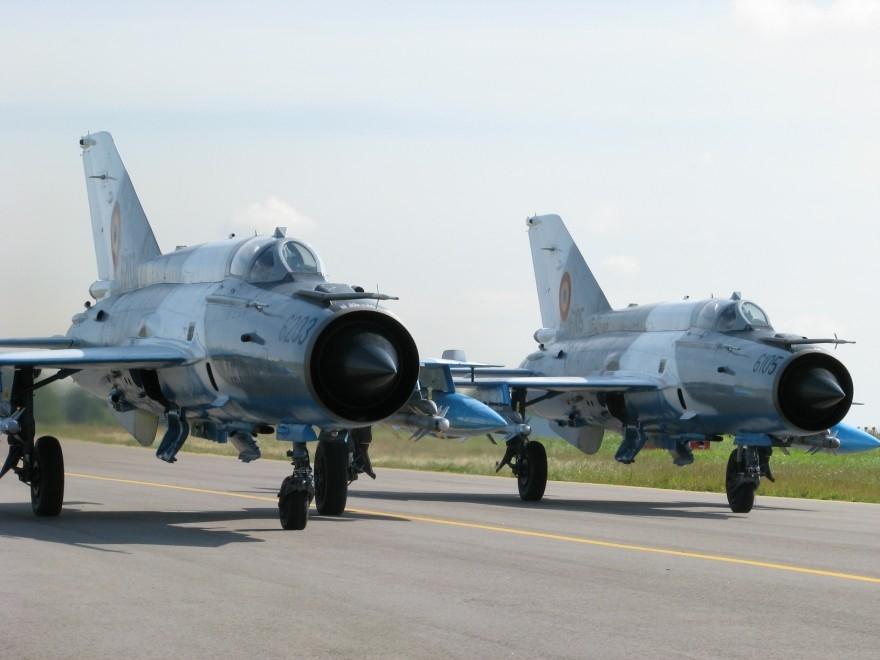
Rumänische MiG-21

Die Luftstreitkräfte haben eine operationale Kommandoeinheit, zwei Luftdivisions-Kommandos und vier Luftwaffenstützpunkte. Zwei Flugbasen und zwei bis drei Flughäfen können als Reserve mobilisiert werden. Die Luftstreitmacht ist mit 10.000 Mann die zweitgrößte Teilstreitkraft.
Im März 2013 wurde angekündigt, die veralteten MiG-21 Lancer durch gebrauchte US-amerikanische F-16 Fighting Falcon zu ersetzen. 17 ehemalige Jets der Luftstreitkräfte Portugals wurden zwischen September 2016 und März 2021 übergeben. Weitere 32 werden von Norwegen gekauft, die in den Jahren 2023 und 2024 zulaufen sollen. Im Mai 2023 wurden die letzten MiG-21 ausgemustert.

#### Marine
Bei der Marine unterscheidet man die Meeresflotte und die Flussflotte. Die Flussflotte unterstützt die Garde, verteidigt das Donaudelta und sichert die Grenzflüsse. Die Meeresflotte ist am Schwarzen Meer stationiert, die Flussmarine in Tulcea. Sie verfügt über britische Fregatten und Minenjäger. Die Marine hat eine Stärke von 7.000 Mann.

### Befehlshaber und Struktur
Oberster Befehlshaber der rumänischen Armee ist laut Artikel 92 der Verfassung der rumänische Präsident. Der direkte Befehlshaber der Armee ist der Verteidigungsminister, der dem Parlament und der Regierung unterstellt ist.

## Ehren-Abzeichen
- U-Boot-Abzeichen
- Zerstörer-Kriegsabzeichen (Rumänien)
- Kanonenboot- und Räumboot-Kriegsabzeichen
- Minenleger-Kriegsabzeichen
- Monitoren-Kriegsabzeichen
- Torpedoboot-Kriegsabzeichen
- Torpedojäger-Abzeichen